# بيتر ر. جينينغز
بيتر ر. جينينغز هو فيزيائي كندي، ولد في 1950.